# Pelmatellus obtusus
Pelmatellus obtusus är en skalbaggsart som beskrevs av Bates. Pelmatellus obtusus ingår i släktet Pelmatellus och familjen jordlöpare. Inga underarter finns listade i Catalogue of Life.